# Arsen Avetisyan
Arsen Avetisyan (Armeens: Արսեն Ավետիսյան) (Jerevan, 8 oktober 1973) is een Armeens voormalig voetballer die als aanvaller speelde. Avetisyan werd in 1995 Europees topscorer met 39 doelpunten namens Homenetmen Jerevan. Hij speelde één jaar in België en was ook Armeens international.

## Erelijst
- Armeens kampioen: 1992, 1996, 1997, 2006, 2007
- Armeense Beker: 1996
- Gouden Schoen: 1995